# بونفرو
بونفرو هي كومونا (بلدية) تقع في مقاطعة كمبباسة في منطقة مليزة الإيطالية ، تقع على بعد حوالي 25 كيلومتر (16 ميل) شمال شرق كمبباسة.
تحد بونفرو البلديات التالية: كاساكاليندا، مونتيلونجو، مونتوريوني فرينطاني، ريبابوتوني، سان جوليانو ديبوليا، سانت إيليا أ بيانسي، سانتا كروتشي دي ماجليانو .

## المعالم السياحية الرئيسية
- قلعة لومبارد ، التي بُنيت حوالي منتصف القرن العاشر الميلادي.
- سانتا ماريا ديلي روز ، بنيت على الطراز الرومانسكي (القرنين الثاني عشر والثالث عشر).
- بورتا مولينو وبورتا باي لا تيرا وبوابة النافورة وبورتا نوفا، وهي بوابات يعود تاريخها إلى فترة لومبارد.
- دير سانتا ماريا ديلي جرازي (1716).

## الثقافة
تستضيف بونفرو مهرجان موسيقى حجرة البحر الأدرياتيكي السنوي أو (باللغة الإيطالية: Festival di Adriatico da Musica da Camera) في يوليو.

## روابط خارجية
- الموقع الرسمي
- موقع مهرجان موسيقى حجرة البحر الأدرياتيكي